# 秋北バス

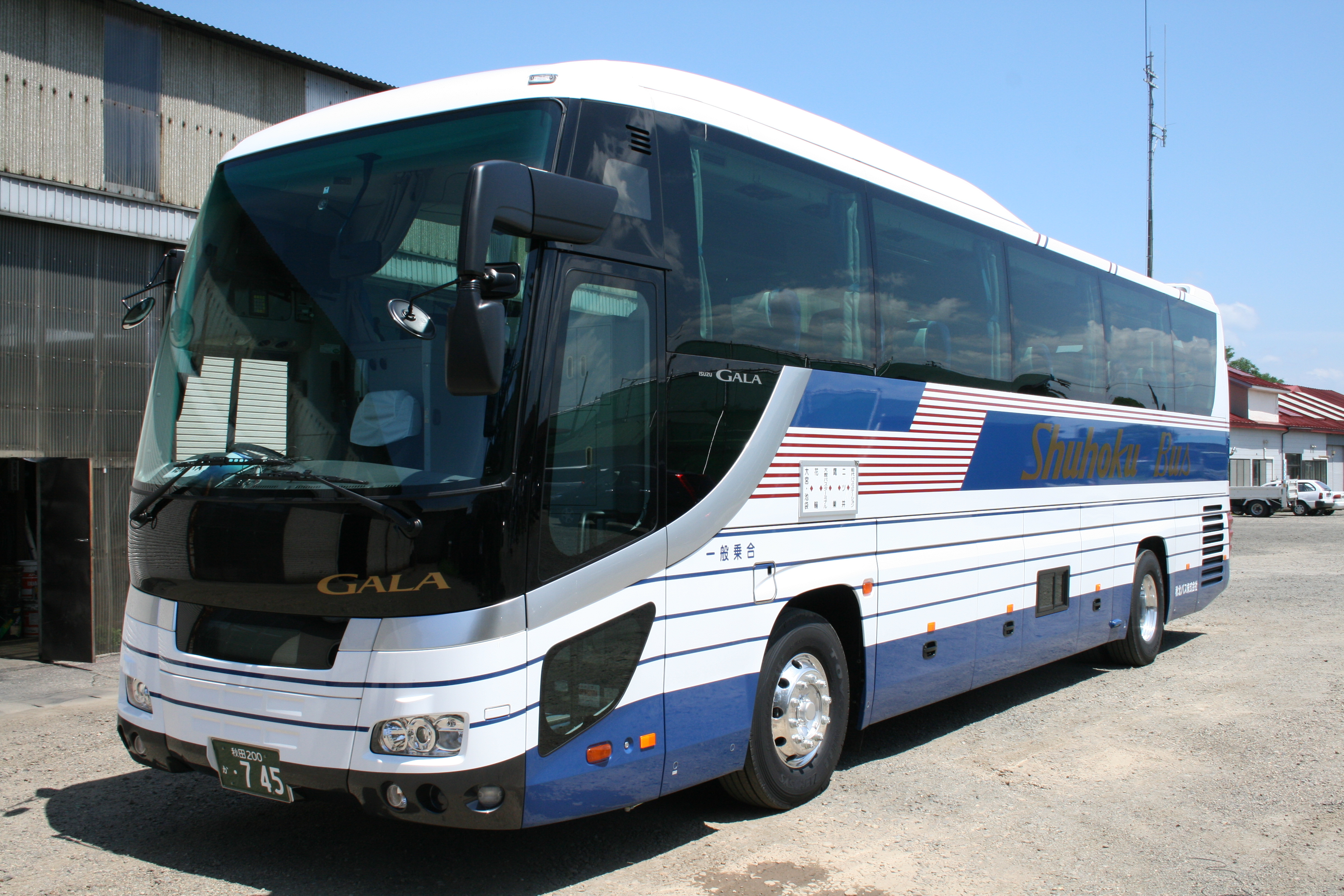
秋北バスの高速車

秋北バス株式会社（しゅうほくバス）は、秋田県大館市に本社を置くバス会社。秋田県北部を営業地域とする。かつては国際興業グループに属していたが、グループを離脱（後述）、現在は国際東北グループに属する。日本バス協会傘下の秋田県バス協会・岩手県バス協会会員。

## 歴史

### 戦時統合により設立
1943年4月、戦時下の政府による陸運統合策に基づき、秋田県北部の山本郡、北秋田郡、鹿角郡3郡の13業者が統合。秋北乗合自動車の商号で資本金60万円で発足する。1944年1月に設立登記。1954年3月、秋北バスに商号を変更した。
1962年春、丸善石油（現：コスモ石油）が、東北における石油販売基地にしようと秋北バスを系列化した。当時、営業免許キロ数は850キロ、900名の従業員と貸切車両を含めバスは260台擁していた。しかし、その年に丸善石油がシンガポール進出で躓き、関西財閥が救済に向け奔走する事態となり、なんとか倒産はまぬがれたものの、傍系事業は助けないという条件が示された。丸善石油にはメインバンクの三和銀行（現：三菱UFJ銀行）から、整理担当の重役が乗り込み、関連事業を切り捨て始めた。
秋北バスは、寄り集まった13業社がそれぞれ役員を構成し、経理もまったくばらばらで、経営陣の主導権争いや訴訟沙汰に発展した労使紛争（秋北バス事件を参照）の泥沼化により倒産寸前の状態に追い込まれていた。秋北バスの元経営陣は上京し、三和銀行の担当者に「秋北バスの株を返してほしい」と要求するが、三和銀行側は「秋北バスを買うなら、（丸善石油の子会社である）大阪、神戸のタクシー会社もいっしょに買ってほしい。一括して売るつもりなので秋北だけとはいかない」と条件を出した。だが中央の大資本家ならともかく、地方の実業家にすぎない元経営陣らは「それはとてもできない」と応じ交渉は難航した。そうしているうちに国際興業のメインバンクの三和銀行が秋北バスの買収を国際興業に持ちかけた。

### 国際興業傘下へ
要請を受けた国際興業では反対意見もあったが、小佐野賢治が開発が遅れていた北東北に進出する好機と捉え、要請に応じることに決定。国際興業が丸善石油保有の秋北バス株式を譲り受け、1962年12月18日に小佐野が会長に就任し、秋北バスは国際興業グループ入りした。1964年9月12日には秋北観光が、続いて、同年12月25日に能代市で旅館やハイヤー業を営んでいたゆりかご観光の全株式を秋北バスが取得。商号を秋北タクシーに改め、それぞれが国際興業グループ傘下に入った。
国際興業グループ入り後、秋北バスでは過疎化やモータリゼーションの進行でバスの乗客が減る傾向にあったため、国際興業は貸切部門の充実や観光施設の拡充に重点を置く方針を打ち出した。これに沿って1973年5月、大館市の旧本社跡地に秋北バスターミナル併設で地上12階、地下1階の秋北ホテルをオープンさせた。同ホテルの施設規模は開業時には、北東北随一といわれた。このほか、1965年10月には大湯温泉スキー場（鹿角市）の経営に乗り出したほか、1975年5月からは十和田湖で遊覧船の運行も開始した。また、1982年10月には八幡平・秋北レストハウス（鹿角市八幡平）を装いを新たに再オープンした（後年、大湯温泉スキー場と八幡平・秋北レストハウスは閉鎖し、十和田湖での遊覧船事業は撤退した）。
さらに1998年7月18日の大館能代空港の開港に併せ、全日空と大館能代地区総代理店契約を締結し、同年4月1日、子会社の秋北航空サービスを設立した。2014年7月、全日空が青森空港に伊丹、新千歳線を就航させる際には、青森地区総代理店契約も締結している。
2003年頃から国際興業の経営危機が取り沙汰された。その影響から秋北バスは同年度からバス事業に経営を集中する合理化計画を策定、同年10月1日にホテル運営を手がける秋北ホテルを新設して会社から分離し、同年11月1日に秋田市内でホテルパールシティ秋田などを運営するホテルマネージメントインターナショナルに秋北ホテルを譲渡。譲渡に伴い、秋北ホテルはホテルクラウンパレス秋北に改称した。

### 国際興業から独立
2013年11月、秋北バス、岩手県交通、十和田観光電鉄はMBOによって国際興業から独立し、統括会社として設立された国際東北が、3社を含め11社を置く体制となった。

## 沿革
- 1943年（昭和18年）4月 - 秋北乗合自動車株式会社発足（本社：大館市字松木境82番地7、資本金：60万円）。
- 1944年（昭和19年）1月 - 設立登記。
- 1950年（昭和25年）3月31日 - 本社を北秋田郡鷹巣町鷹巣字西塚の岱84番地に移転する。
- 1951年（昭和26年）2月20日 - 本社を再び大館市字松木境82番地7に移転する。
- 1954年 （昭和29年）3月 - 社名を秋北バス株式会社に変更。
- 1956年（昭和31年）2月6日 - 本社を大館市片町7番地に移転。
- 1958年（昭和33年）1月4日 - 桂商事株式会社（現・秋北観光株式会社）が設立。
- 1961年（昭和36年）9月28日 - ゆりかご観光株式会社（現・秋北タクシー株式会社）が設立。
- 1962年（昭和37年）
  - 4月16日 - 東北初のワンマンカー運行開始。
  - 12月18日 - 国際興業グループに入る。
- 1964年（昭和39年）
  - 9月12日 - 秋北観光が国際興業グループに入る。
  - 12月15日 - 秋北タクシーが国際興業グループに入る。
- 1973年（昭和48年） 5月 - 秋北ホテルおよび併設の秋北バスターミナルをオープン。
- 1975年（昭和50年）6月 - 資本金を1億5000万円に増資。
- 1980年（昭和55年）11月1日 - 本社を大館市御成町1丁目11番地25号（現在地）に移転。
- 1982年（昭和57年）6月23日 - みちのく号、とわだこ号運行開始。
- 1987年（昭和62年）8月1日 - あすなろ号運行開始。
- 1989年（平成元年）3月29日 - ジュピター号運行開始[11]。
- 1998年（平成10年）4月1日 - 大館能代空港の開港に合わせて秋北航空サービス株式会社設立。
- 1999年（平成11年） 
  - - 小坂操車場廃止。
  - 7月24日 - 大館 - 仙台線（現仙台・大館号）運行開始。
- 2000年（平成12年） - この頃から乗合バスの国際興業および他社から譲渡された中古車、新車の塗装が国際興業カラーとなる
- 2002年（平成14年） 
  - - とわだこ号から撤退。
  - 4月1日 - 鷹巣営業所廃止。旧鷹巣営業所の業務は米内沢営業所に集約された。同時に赤字路線の32路線を大量に廃止。
  - 8月1日 - 能代 - 秋田線運行開始。
- 2003年（平成15年）
  - 3月21日 - 大館 - 弘前線運行開始。
  - 11月 - 秋北ホテルを「パールシティホテルチェーン」を展開するホテルマネージメントインターナショナル株式会社に営業譲渡。
- 2004年（平成16年）4月19日 - 大館 - 弘前線廃止。
- 2007年（平成19年）3月23日 - 能代 - 仙台線運行開始。
- 2008年（平成20年）4月18日 - 田山営業所を開設し、岩手県へ進出。
  - 6月1日 - 7月31日 - 鹿角花輪駅を起終点とするコミュニティバス「花輪ぐるぐる100円バス」を期間限定で試験運行。（かづの商工会から運行受託）
  - 8月30日 - 10月26日 - 秋田内陸縦貫鉄道の阿仁前田駅と太平湖とを結ぶ「阿仁前田 - 太平湖線」を期間限定で運行。（休日のみ）
  - 12月15日 - 創業65周年を記念し、在来塗装車両を約10年ぶりに2台（中古車）投入[12]。
- 2009年（平成21年）
  - 1月10日 - 3月8日 - 秋田内陸縦貫鉄道の阿仁合駅と阿仁スキー場とを結ぶ「阿仁合 - 阿仁スキー場線」を期間限定で運行。（休日のみ）
- 2010年（平成22年）
  - 3月31日 - この日の運行をもってあすなろ号の運行から撤退。
  - 5月6日 - 2012年3月31日 - 鹿角花輪駅を起終点とする花輪市街地循環バス「たんぽこまち号」を期間限定で運行。鹿角市から運行受託し、当初2011年3月31日までの予定であったが契約更新した。
  - 5月9日 - 青森営業所を開設し、青森県へ進出[13]。
- 2011年（平成23年）4月1日 - 忠犬ハチ公生誕88年を記念して、大館市内の「1日フリー乗車券」を880円で発売開始。
- 2013年（平成25年）
  - 10月1日 - 秋北バスターミナルを廃止し[14]、発着していた高速バス・路線バスなどの経路を変更した[15]。
  - 11月 - 岩手県交通、十和田観光電鉄とともにMBOで、国際興業から離れ、統括会社として設立された国際東北傘下となる。
- 2015年（平成27年）4月1日 - 能代 - 仙台線廃止[16]。
- 2021年（令和3年）
  - 6月16日 - 大館 - 秋田線運行開始[17]。
  - 6月16日 - みちのく号の盛岡側の起終点を岩手医大病院に変更[17]。
  - 6月16日 - 能代 - 秋田線の能代発一部便を延伸[17]。
  - 12月15日 - 大館 - 秋田線運行停止。
  - 12月16日 - 大館 - 秋田線廃止。
- 2022年（令和4年）3月12日 - 地域連携ICカード「Shuhoku Orange Pass」使用開始[18]。ただし、この時点では、みちのく号の当社担当便のみの対応となる。
- 2023年（令和5年）
  - 3月9日 - 大館地区、北秋田地区の一般路線バスで、Shuhoku Orange Pass決済に対応[19]。
  - 3月10日 - 鹿角、小坂地区の一般路線バスで、Shuhoku Orange Pass決済に対応[19]。
- 2024年（令和6年）
  - 3月31日 - 回数乗車券の販売を終了
  - 9月30日 - 能代バスステーションの案内所の営業を終了
  - 10月1日 - 能代営業所での定期券販売及び同営業所管内の通信販売方式での定期券販売を開始
  - 11月4日 - 無記名式の「Shuhoku Orange Pass」のeメールでの申し込みによる通信販売方式を開始
- 2025年（令和7年）
  - 1月7日 - 能代営業所以外の各営業所管内の通信販売方式での定期券販売を本社において開始
  - 4月16日 - 能代営業所管内を除く一般路線での「Shuhoku Orange Pass」定期券の取扱開始（半月定期券など、対象外あり）
  - 7月1日 - 能代営業所でのShuhoku Orange Passの取り扱い開始[20]

## 営業所・案内所

### 車両配置
| 営業所                | 所在地                     | 最寄停留所   | 沿革                                         |
| --------------------- | -------------------------- | ------------ | -------------------------------------------- |
| 大館営業所            | 大館市御成町2丁目17-21     |              | 自動車営業部→自動車営業課→                   |
| 花輪営業所            | 鹿角市花輪字上中島114      | 花輪営業所   |                                              |
| 花輪営業所 小坂車庫   | 鹿角郡小坂町               | 小坂操車場   | 花輪営業所 小坂操車場→（花輪営業所へ統合）   |
| 能代営業所            | 能代市浜通町3-10           |              |                                              |
| 米内沢営業所          | 北秋田市米内沢字ヲツコ沢27 | 米内沢営業所 | 鷹巣営業所 米内沢操車場→（鷹巣営業所を統合） |
| 米内沢営業所 鷹巣車庫 | 北秋田市材木町             | 鷹巣駅前     | 鷹巣営業所→（米内沢営業所へ統合・移転縮小）  |
| 田山営業所            | 岩手県八幡平市亦戸川原     |              | 貸切のみ。岩手県へと進出。                   |
| 青森営業所            | 青森県南津軽郡大鰐町蔵舘   |              | 貸切のみ。青森県へと進出。                   |

### 廃止営業所
- 金坂営業所
  - 自動車営業部（現・大館営業所）へ統合、最寄停留所は大館鳳鳴高校前
- 二ツ井操車場
  - 能代営業所へ統合、車両留置場として現存

## 運賃・乗車券類

### 路線バス
定期券
- 通勤・通学定期券（半月・1・3・6か月、往復または片道）
  - 能代 - 秋田線の定期券も設定されており、令和6年10月1日以降は、通信販売方式での購入も可能。

- 大館市得とく定期券（1・3・6か月、以下の者が対象の定額定期券）
  - 大館市在住の65歳以上の高齢者
  - 大館市在住の障害者（身体障害者手帳・療育手帳・精神障害者保健福祉手帳所持者）

能代営業所管内は2024年10月1日より能代営業所で、能代営業所以外の各営業所管内は2025年1月7日より本社で、それぞれ通信販売方式により定期券発行が可能となっている（いずれも、使用開始14日前の申し込みが必要で、代金の振込確認後の発送。振込手数料は購入者負担となるが、送料は秋北バスの負担）。能代営業所管内を除き、窓口での発行時は、Shuhoku Orange Passへの定期券搭載も可能。
回数券
2024年3月31日をもって販売を終了した。販売終了後も引き続き利用可能。
- 普通回数券
- 通学回数券
- 2000円セット回数券
- 3000円セット回数券
- エコロジー回数券2000円セット
- エコロジー回数券3000円セット
- 2000円買物回数券
- 3000円買物回数券

1日フリーパス
2024年9月30日をもって販売を終了した。
- 大館市内1日乗り放題
- 忠犬ハチ公生誕88年大館市内1日乗り放題（期間限定）
- 市内循環「ハチ公号」1日フリーパス

交通系ICカード
- Shuhoku Orange Pass
  - 能代営業所管内の一部一般路線は利用不可。
  - 詳細はShuhoku Orange Passを参照。

### 高速バス
能代 - 秋田間の高速バスは、一般路線用のものを使用する。ただし、2024年3月31日までに共同運行会社双方ともに回数券の発行を終了しているため、秋北バス担当便では、両社の発行終了前に購入済みの回数券のみ利用可能。2025年7月1日より両社での交通系ICカードの利用が開始された。
みちのく号回数券
- 大館地区（大館駅前-大滝温泉） - 盛岡
  - 10枚セット（割引率22-14.2%）
  - 5枚セット（割引率13.4-4.8%）

- 鹿角地区（高速けまない-湯瀬バスストップ） - 盛岡
  - 5枚セット（割引率17.5-1.8%）

### 販売窓口
大館地区
- 大館駅チケットカウンター
  - 所在地：大館市御成町1丁目3-1大館駅内
  - 最寄停留所:大館駅前
  - 2023年10月29日新駅舎完成に伴い、業務開始[26]。
- 秋北航空サービス 大館営業所
  - 所在地 : いとく大館ショッピングセンター北口駐車場[15]
  - 最寄停留所：大館

能代地区
- 能代営業所
  - 所在地：能代市浜通町3-10
  - 2024年10月1日の窓口業務開始と同時に、管内の一部定期券（能代 - 秋田線を含む）の通信販売を開始[27]。

鹿角地区
- 花輪駅前ステーション
  - 所在地：鹿角市花輪字上中島142
  - 最寄停留所：鹿角花輪駅前

北秋田地区
- 鷹巣案内所[28]
  - 所在地：北秋田市民ふれあいプラザ「コムコム」バス待合室内
  - 最寄停留所：北秋田市民ふれあいプラザ前
- 米内沢営業所
  - 所在地：北秋田市米内沢ヲツコ沢27
  - 最寄停留所：米内沢営業所

廃止
- 秋北バスターミナル案内所（秋北観光に委託）
  - 所在地：大館市字片町7
  - 2013年10月1日廃止[15]
- 鷹巣待合所
  - 所在地：北秋田市
  - 最寄停留所：北秋田市役所前
  - 旧・鷹巣営業所。車庫機能を米内沢営業所・鷹巣車庫へ移転した後も待合所として営業していたが、廃止され建物も解体された。
- 駅前ステーション（本社併設）
  - 所在地：大館市御成町1丁目11-25
  - 最寄停留所:駅前ステーション/大館駅前
  - 2023年10月28日大館駅チケットカウンター開設に伴い、廃止[26]。
  - 本社においてShuhoku Orange Passの販売は継続されている[29]他、2024年（令和6年）11月7日より、eメール申し込みによる通信販売方式での購入が可能となっている。
- 秋北航空サービス能代鷹巣営業所
  - 所在地：いとく鷹巣SC内
  - 2022年11月30日業務終了、新たに12月1日より「コムコム」バス待合室内に「鷹巣案内所」を開設。
- 能代バスステーション
  - 所在地：能代市万町3-4
  - 最寄停留所：能代バスステーション
  - 2024年9月30日窓口廃止。同年10月1日より、窓口業務を能代営業所へ移管[27]。

## 高速バス

### 現行路線

#### みちのく号
大館・花輪 - 盛岡（岩手県北バスとの共同運行。定員制）

#### ジュピター号
秋北地区と東京を直結する夜行高速バスである。運行開始初日のセレモニーでの発言によると、秋北バスは「日ごろお世話になっている地域の皆様への恩返し」として路線開設を決定したといい、セレモニーには多くの市民が集まったという。
運行開始当初は国際興業バスと共同運行していたが、後に国際興業側は運行を撤退し、現在は予約・運行支援のみ継続している。ただし多客期の続行便に国際興業観光バスの車両が応援運用される場合がある。
予約指定制。なお、前述のとおり大宮・池袋側では国際興業が予約・発券業務のみを担当しているが、同社で予約を行った場合に限り関東バス新宿駅西口案内所でも発券可能である。
運行経路
秋北バス能代営業所 - 能代バスステーション - 二ツ井（二ツ井庁舎前） - 鷹巣（いとく鷹巣ショッピングセンター前） - 大館（いとく大館ショッピングセンター北口） - 鹿角花輪駅前 - 安代（テレトラック安代駐車場内） ⇔ 大宮駅東口 - 池袋駅西口
路線沿革

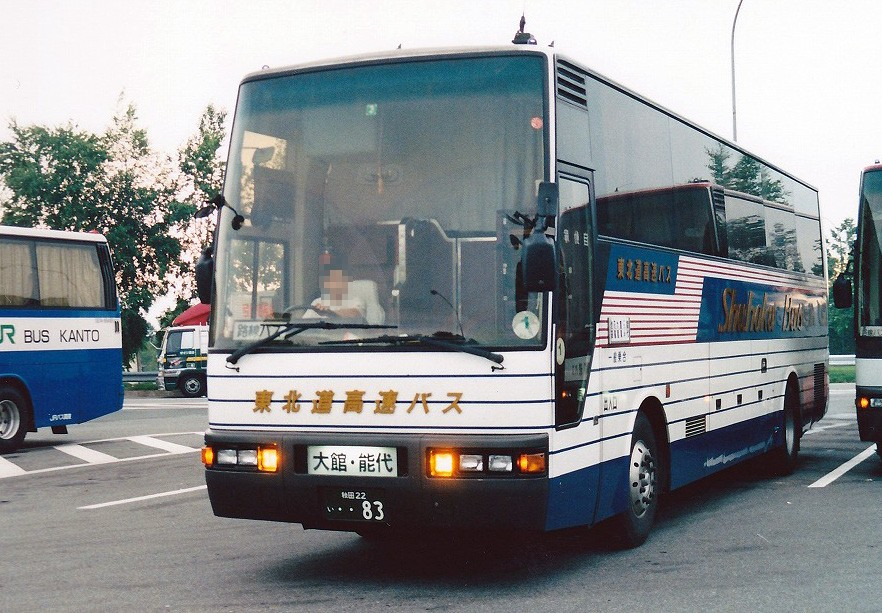
「ジュピター号」運行開始当時の車両

- 1989年（平成元年）3月29日 - 運行開始[11]。国際興業バスと共同運行[11]。
- 2002年（平成14年） - 国際興業バスが撤退、秋北バスの単独運行となる。
- 2003年（平成15年）9月1日 - 花輪の停留所が「花輪駅前ステーション」から「花輪駅前」に変更。
- 2004年（平成16年）4月10日 - 二ツ井の停留所が「二ツ井操車場」から「ローソン二ツ井町店」に変更。
- 2008年（平成20年）10月31日 - 同日出発便をもって、池袋駅西口（← 国際興業総合案内所<池袋駅西口案内所>） - 国際興業バス池袋営業所間が廃止。
- 2009年（平成21年）12月1日 - 能代側の発着地を秋北バス能代営業所とし、同営業所 - 能代ステーション間を延伸、鷹巣の停留所を「いとく鷹巣ショッピングセンター前」に変更。
- 2013年（平成25年）10月1日 - 大館の停留所を秋北バスターミナルから「いとく大館ショッピングセンター北口」へ、二ツ井の停留所をローソン二ツ井町店前から「二ツ井庁舎前」へそれぞれ変更[32]。
- 2020年（令和2年）
  - 4月8日 - 新型コロナウイルスの影響により、この日の出発便から同年5月6日出発便まで運休[33]（その後「当面の間」運休に延長[34]）。
  - 6月18日 - この日の上り便（能代発）より運行を再開（下り便（池袋発）は翌6月19日より）[35]。
- 2022年（令和4年）1月23日 - 新型コロナウイルス感染再拡大の影響により、毎日運行から週末のみの運行となる[36]。

使用車両
- 国際興業グループの高速バス車両で多く使用されているいすゞ・ガーラを使用し、現在は製造時期によりHD車とSHD車が混用されている。
- 当路線はしばしば続行便が運行され、週末はほぼ毎週2、3台で運行されている。
- お盆、年末年始等の最ピーク期には更なる増便が実施されることがあり、専用車両ではない一般観光バス車両（4列シート・予備車の運用状況によって国際興業所属車両も使用・概ね4号車以降）によって運行される場合があり、多いときには17台前後で運行し、台数が多いため、一度にバスターミナルへ入線できず到着号車順に乗車することになる。

利用状況
| 年度               | 運行日数 | 運行便数 | 年間輸送人員 | 1日平均人員 | 1便平均人員 |
| 2002（平成14）年度 | 365      | 1,603    | 39,975       | 109.5       | 24.9        |
| 2003（平成15）年度 | 366      | 1,614    | 40,495       | 110.6       | 25.1        |
| 2004（平成16）年度 | 365      | 1,709    | 43,586       | 119.4       | 25.5        |
| 2005（平成17）年度 | 365      | 1,676    | 42,390       | 116.1       | 25.3        |
| 2006（平成18）年度 | 365      | 1,682    | 42,634       | 116.8       | 25.3        |
| 2007（平成19）年度 | 366      | 1,679    | 42,518       | 116.2       | 25.3        |

その他
- 2004年秋から2005年春にかけて年末年始を除く一時期、利用推進のため期間限定で割り引き運賃が適用されたことがある。この割引運賃適用期間は新潟県中越地震の影響で上越線が不通となった時期と重なり、競合する寝台特急「あけぼの」が長期運休となった時期である。

#### 仙台・大館号
大館・花輪 - 仙台（秋北バスの単独運行。ただし、仙台側ではかつての共同運行先であったJRバス東北が、仙台駅東口バス案内所における発券等の業務支援を担当。予約指定制）

#### 高速・能代秋田線
- 能代 - 秋田（秋田中央交通と共同運行。定員制）
  - 当社及び秋田中央交通がかつて発行していた回数乗車券の相互利用が可能。定期乗車券も設定されている。

### 廃止・撤退路線

#### 高速・大館秋田線
- 大館・鷹巣・二ツ井 - 秋田

秋北バスの単独運行。2021年6月16日より大館発、秋田発それぞれ1日2便の運行されていた。2021年12月15日をもって運行終了。翌日付で廃止された。

#### とわだこ号
- 大館 - 十和田湖（JRバス東北と共同運行）
- 十和田湖 - 盛岡（JRバス東北・岩手県北バス・岩手県交通と共同運行）

#### あすなろ号
- 青森 - 小坂 - 盛岡（弘南バス・岩手県北バスと共同運行）

#### 弘前 - 大館線
弘南バスと共同運行。

#### 二ツ井・能代 - 仙台線

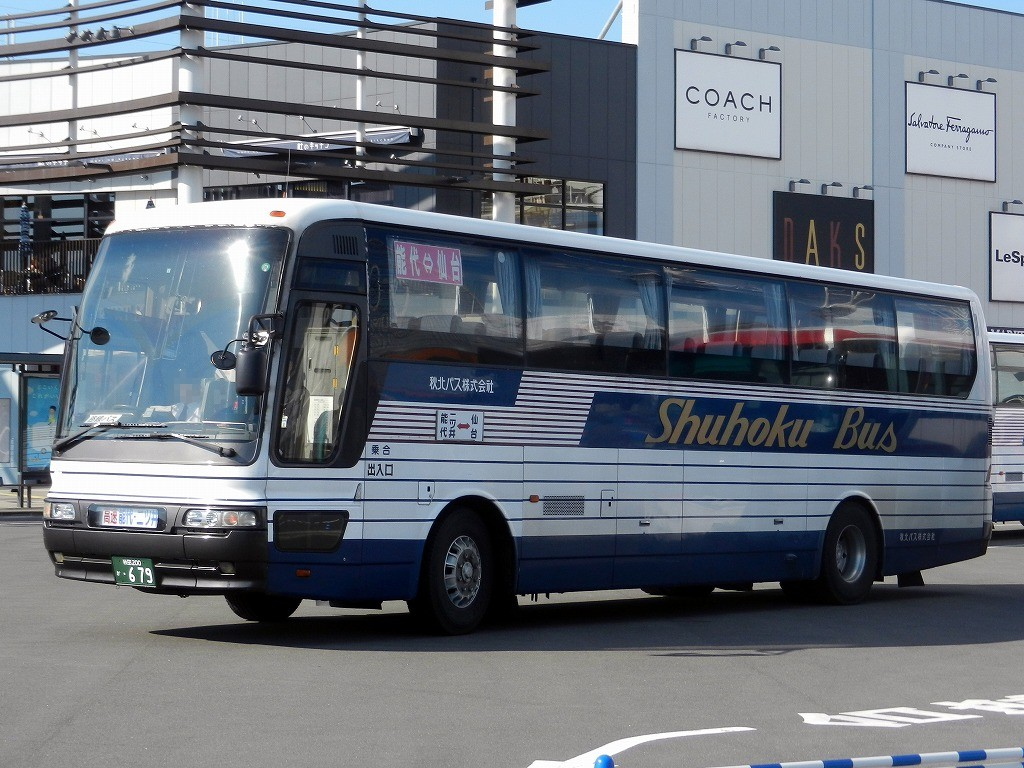
二ツ井・能代 - 仙台線

秋北バスの単独運行。ただし、仙台側ではJRバス東北が仙台駅東口バス案内所における発券等の業務支援を担当。予約指定制。
運行経路
- 二ツ井駅前 - 東能代局前 - 能代駅前 - 能代ステーション - 能代営業所 - 長崎入口 - 八竜大曲 - 道の駅ことおか - 井川さくら駅前 ⇔ 広瀬通一番町 - 仙台駅東口 - 三井アウトレットパーク 仙台港

路線沿革
- 2007年（平成19年）3月23日 - 運行開始（1日1往復）。運行経路は能代営業所 - 能代ステーション - 能代駅前 - 東能代局前 - 八竜大曲 - 道の駅ことおか ⇔ 電力ビル前 - 仙台駅東口。
- 2010年（平成22年）12月1日 - 秋田県側の発着地を二ツ井駅前に延伸、運行経路を一部変更、バス停新設（長崎入口）。
- 2011年（平成23年）7月15日 - バス停新設（井川さくら駅前）。
- 2013年（平成25年）
  - 4月26日まで、仙台では宮城球場駐車場に入庫していた（運行開始当初は仙台市交通局新寺駐車場）。
  - 4月27日 - 三井アウトレットパーク仙台港に乗り入れ。
- 2014年（平成26年）
  - 4月1日 - 運賃改定[37]。
  - 9月1日 - 仙台市内の運行経路変更に伴い、電力ビル前バス停への停車を廃止、広瀬通一番町への停車に変更[38]。
- 2015年（平成27年）3月31日 - この日の運行をもって廃止[16]。

利用状況
| 年度               | 運行日数 | 運行便数 | 年間輸送人員 | 1日平均人員 | 1便平均人員 |
| 2006（平成18）年度 | 9        | 18       | 221          | 24.6        | 12.3        |
| 2007（平成19）年度 | 366      | 739      | 8,126        | 22.2        | 11.0        |

## 一般路線バス
主要停留所のみ記載。毎年1月1日は全路線運休。
時刻表・路線は年2回（春・秋）に改訂する。

### 大館営業所

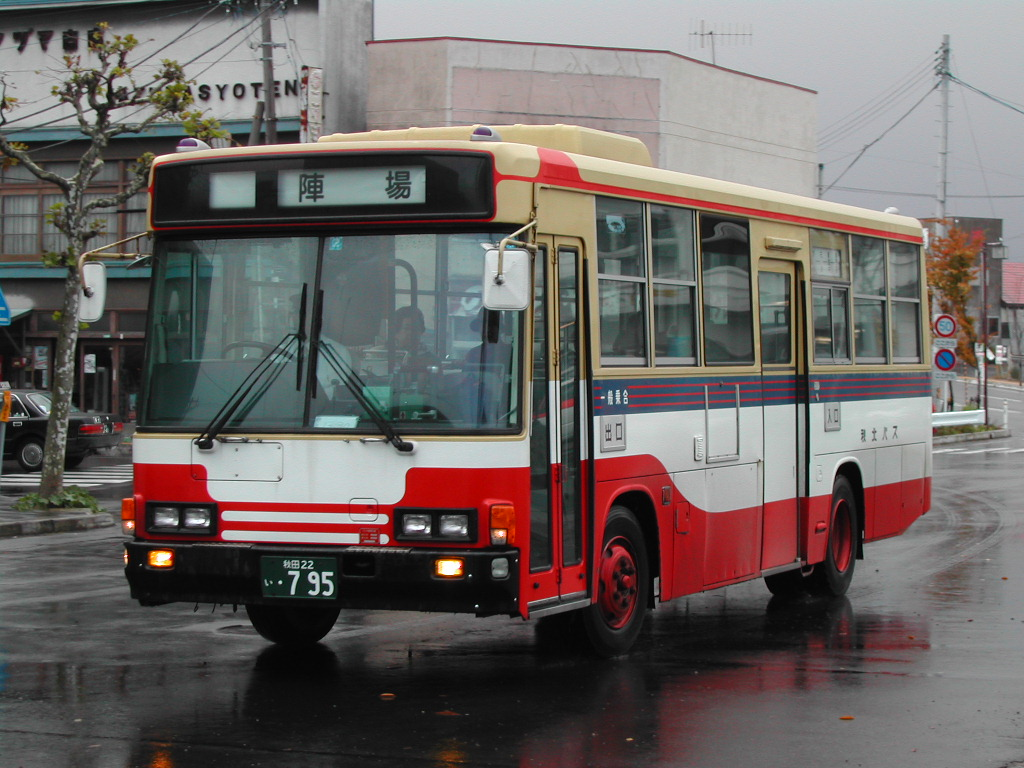
一般路線車（2002年11月）

2025年4月改訂より大館鳳鳴高校前発着路線は以下のとおり変更された（該当路線の経路には※で記す）。
- 【往路】 大館市役所前 - 大館鳳鳴高校前 - 赤館 - 城南小学校前 - 各方面
- 【復路】 各方面 - 大館市役所前 - 大館鳳鳴高校前 - 赤館 - 城南小学校前

#### 鷹巣方面
- 【鷹巣】 大館駅前 - いとく大館SC - 市立病院前 - 早口駅前 - 鷹巣駅前 - イオンタウン鷹巣
- 【谷地の平団地経由】 大館駅前 - いとく大館SC - 市立病院前 - 下川沿駅前 - 谷地の平団地前 - 北秋田市民ふれあいプラザ前 - 鷹巣駅前 - いとく鷹巣ショッピングセンター前 - イオンタウン鷹巣
- 【糠沢発】 糠沢 → 綴子 → 鷹巣駅前
  - 糠沢発は朝のみ運行で土・日・祝日運休

#### 大館・田代方面
- 【イオン大館店前】 イオン大館店前 → いとく東店前 → 市立病院前 → 東大館駅前 → 大館桂桜高校前 → 餅田 → 下川沿駅前 → 川口 → 早口駅前 → 赤沼 → 岩瀬 → 御坂 → 大館鳳鳴高校前 → イオン大館店前
  - 2023年10月改訂で路線新設。

#### 獅子ヶ森・樹海ドーム方面
- 【獅子ヶ森環状（釈迦内新道経由）】大館市役所前 - 大館鳳鳴高校前 - 赤館 - 城南小学校前 - 市立病院前 - いとく大館SC - 大館駅前 - 国際情報学院前 - 樹海ドーム前 - 樹海モール前 - イオン大館店前 - 大館駅前 - いとく大館SC - 市立病院前 - 大館市役所前 - 大館鳳鳴高校前 - 赤館 - 城南小学校前
- 【獅子ヶ森環状（天下町経由）】 大館市役所前 - 大館鳳鳴高校前 - 赤館 - 城南小学校前 - 市立病院前 - いとく大館SC - 大館駅前 - イオン大館店前 - 樹海モール前 - 樹海ドーム前 - 国際情報学院前 - 大館駅前 - いとく大館SC - 市立病院前 - 大館市役所前 - 大館鳳鳴高校前 - 赤館 - 城南小学校前

#### 花岡・二井山・繋沢・大森・白沢方面
- 【繁沢】 ※ - 市立病院前 - いとく大館SC - 大館駅前 - 国際情報学院前 - 工業高校前 - 繁沢
- 【寺の沢】 ※ - 市立病院前 - いとく大館SC - 大館駅前 - 国際情報学院前 - 松木 - 工業高校前 - 寺の沢
- 【北陽中学校】 ※ - 市立病院前 - いとく大館SC - 大館駅前 - 国際情報学院前 - （岩本経由または繁沢二井山経由） - 北陽中学校

#### 陣場・矢立ハイツ方面
- 【陣場】 ※ - 市立病院前 - いとく大館SC - 大館駅前 - 陣場駅入口 - 上陣場
- 【矢立ハイツ】 ※ - 市立病院前 - いとく大館SC - 大館駅前 - 陣場駅入口 - 日景温泉入口 - 矢立ハイツ
  - 2024年10月改訂より土・日・祝日運休となる[42]。

#### 小坂方面
- 【小坂】 ※ - 市立病院前 - いとく大館SC - 大館駅前 - イオン大館店前 - 樹海モール前 - ドーム入口 - 小坂高校前（小坂IC） - 小坂操車場 - 小坂町（役場） - 小坂操車場

#### 弥助方面
- 【弥助】 大館駅前 - いとく大館SC - 市立病院前 - たつみ町 - 比内総合支所前 - 弥助

#### 大谷・大葛・中野方面
- 【中野】 大館駅前 - いとく大館SC - 市立病院前 - たつみ町 - （扇田病院前）  - 比内総合支所前 - 上中野
- 【大谷】 大館駅前 - いとく大館SC - 市立病院前 - 市役所前 - 鳳鳴高校前 - コメリパワー大館店 - 扇田病院前 - 比内総合支所前 - 大葛温泉 - 大谷

#### 鹿角花輪方面
- 【花輪営業所】 大館駅前 - いとく大館SC - 市立病院前 - 扇田病院前 - 労災病院前 - 大滝温泉町 -別所入口 - 厚生病院前 - 鹿角花輪駅前 - 花輪営業所

### 米内沢営業所

#### 大館・鷹巣方面
- #鷹巣方面を参照

#### 沖田面・合川方面
- 【沖田面】 イオンタウン鷹巣 - いとく鷹巣SC - 鷹巣駅前 - 鷹巣舟場 - 北秋田市民病院 - 合川駅前 - 下小阿仁郵便局前 - 杉山田 - 上小阿仁村役場前 - 沖田面

#### 米内沢方面
- 【米内沢営業所】 鷹巣駅前 - 中央公園前 - 七日市 - 米内沢駅前 - 米内沢本丁 - 米内沢営業所

#### 北秋田市民病院方面
- 【森吉庁舎前】 北秋田市民病院前 - 桃栄 - 長野 - 米内沢駅前 - 川向 - 米内沢営業所 - 森吉庁舎前
- 【鷹巣駅前】 北秋田市民病院前 - 桃栄 - 長野 - 吉野 - 七日市 - 小森 - 中央公園前 - 鷹巣舟場 - 大町一丁目 - 鷹巣駅前
  - 土・日・祝日運休

#### 薬師山スキー場方面
- 【薬師山スキー場】 イオンタウン鷹巣 - 鷹巣駅前 - 田中 - 坊沢 - 前山駅前 - 薬師山スキー場

#### 根森田方面
- 【根森田】 森吉庁舎前 - 米内沢営業所 - 米内沢新町 - 米内沢本丁 - 米内沢駅前 - あゆっこ前 - 浦田神社前 - 上羽立 - 前田駅前 - 根森田

#### 打当方面
- 【打当】 北秋田市民病院前 - 桃栄 - 長野 - 米内沢駅前 - 川向 - 米内沢営業所 - 浦田 - 前田駅前 - 神成 - 姫ヶ岳登山口 - 阿仁合駅前 - 阿仁スキー場入口 - 萱草駅前 - 比立内駅前 - 中村 - 打当
  - 土・日・祝日運休

### 花輪営業所

#### 松の木-大館方面
- #鹿角花輪方面を参照

#### 大湯
- 【ホテル鹿角】 花輪営業所 - 鹿角花輪駅前 - 柴内 - ハローワーク前 - 柴平小学校前 - 柴内 - 陸中小平 - 環状列石前 - 大湯温泉 - ホテル鹿角

#### 小坂
- 【小坂操車場】 鹿角花輪駅前 - 鹿角市役所前 - 柴平駅前 - 十和田南駅前 - 鉱山事務所前 - 若葉町 - 小坂操車場
- 【小坂高校】 鹿角花輪駅前 - 鹿角市役所前 - 柴平駅前 - 陸中沢尻 - 十和田南駅前 - 毛馬内町 - 康楽館前 - 鉱山事務所前 - 永楽町 - 小坂高校前
  - 小坂高校発着便は土・日・祝日運休

#### 谷内・夏井・八幡平方面
- 【八幡平環状線】 鹿角花輪駅前 - 谷内 - 夏井 - 熊野神社前 - 尾去 - 花輪郵便局前 - 鹿角花輪駅前
  - 土・日・祝日運休

#### 尾去沢方面
- 【尾去沢】 鹿角花輪駅前 - 花輪大町 - 六日町 - 尾去沢中学校前 - 尾去沢市民センター前 - 尾去沢

#### 志張温泉方面
- 【志張温泉】 花輪営業所 - 鹿角花輪駅前 - 八幡平駅前 - 谷内 - 赤平 - 志張温泉
  - 土・日・祝日運休

#### 田沢湖方面
- 【田沢湖駅前】 花輪営業所 - 鹿角花輪駅前 - 長嶺 - 志張温泉 - ななかまど別荘地前 - 玉川温泉 - 新玉川温泉 - 鎧畑 - 田沢湖畔 - 田沢湖駅前
  - 夏季運行、羽後交通と共同運行扱い。2021年度は運休中だった。

### 能代営業所

#### 三種方面
- 【八竜ふれあいセンター】 厚生医療センター - 能代バスステーション - 能代駅前 - 河戸川入口 - 浅内 - 福田 - 八竜工業団地前 - 三種町役場前 - 八竜ふれあいセンター

#### 能代 - 藤琴大町
- 【藤琴大町】 厚生医療センター - 能代バスステーション - 能代駅前 - 出戸 - 東能代 - 伝承館入口 - 二ツ井庁舎前 - 三千刈 - 二ツ井駅 - ゆっちゃんふっちゃん前 - 二ツ井操車場 - 矢坂 - 粕毛入口 - 藤琴大町
  - 2024年10月改訂で廃止された熊の岱方面と真名子方面を統合し、藤琴大町を起終点としたうえで新設。[42]
  - 土・日・祝日運休

### 廃止路線
- 野口線（小坂操車場 - あすなろ前）- 小坂町の小坂町営バスに転換。
- 雪沢-樹海ドーム-大館方面
- 大館営業所管内
  - 大野・中谷地・大石渡・山田方面
    - 【中谷地】 鳳鳴高校前 - 市役所前 - 市立病院前 - 餅田 - 下川沿駅前 - 早口駅前 - 中谷地
    - 【大石渡】 鳳鳴高校前 - 市役所前 - 市立病院前 - 餅田 - 下川沿駅前 - （山田または早口駅前） - 大石渡
      - 2023年10月改訂で廃止。
      - 大館市田代地域コミュニティバス「たしろたけのこ号」に転換。
- 米内沢営業所管内
  - 長寿の湯方面 - 2021年10月改訂で廃止。小森・湯ノ岱線デマンド型乗合タクシーに転換[43]。
  - ダム入口・沖田面方面 : 鷹巣駅前 - 中央公園前 - 七日市 - 米内沢駅前 - 米内沢本丁 - 米内沢営業所 - 米内沢大町 - 仏社入口 - 下仏社 - 中五反沢 - 沖田面 - ダム入口
    - 土・日・祝日運休
    - 2024年4月改訂で廃止。「上小阿仁スクール」バスに転換[44]。
- 能代営業所管内
  - 能代市内線 : 能代バスステーション - 西高前 - 能代バスステーション - 能代駅前 - アクロス前 - 東能代駅前 - 能代駅前 - 能代バスステーション
    - 2023年10月改訂で廃止。
    - 能代駅前 - 東能代地区連絡コミュニティバス「ではるん」に転換。

  - 石川・大久保岱方面 - 秋北タクシーに転換。
  - 母体・志戸橋方面
  - 森岳温泉・金岡方面
  - 釜谷・五明光方面
    - 五明光とは、男鹿市野石字五明光地区（旧若美町域）を指し、この路線のみ秋田中央交通をメインとする男鹿市に乗り入れを行っていた。

  - 山谷・大柄滝入口方面
  - 八森・岩館方面 - 2022年10月改訂で廃止。八峰町巡回バスに転換[45]。
  - 落合方面 : 能代駅前 - 住吉町 - 能代バスステーション - 厚生医療センター - 須田 - 北能代駅前 - 天神前 - 道の駅みねはま
    - 日曜日運休
    - 2024年10月改訂で廃止。[42]

  - 二ツ井 - 藤琴 - 熊の岱 
    - 【長瀞経由】 二ツ井駅 - 二ツ井操車場 - 矢板 - 藤琴大町 - 長瀞 - 米田 - 熊の岱
    - 【萱沢経由】 二ツ井駅 - 二ツ井操車場 - 矢板 - 藤琴大町 - 萱沢 - 米田 - 熊の岱 （← 中畑）
      - 長瀞経由の熊の岱行、萱沢経由の二ツ井駅行は土・日・祝日運休だった。
      - 2024年10月改訂で廃止。[42]

  - 二ツ井、藤琴-真名子方面 : 二ツ井駅 - ゆっちゃんふっちゃん前 - 二ツ井操車場 - 矢坂 - 粕毛入口 - 藤琴大町 - 浅間町 - 湯の沢温泉 - 真名子 - 水の館
    - 太字の区間はフリー区間
    - 2024年10月改訂で廃止。[42]

## コミュニティバス

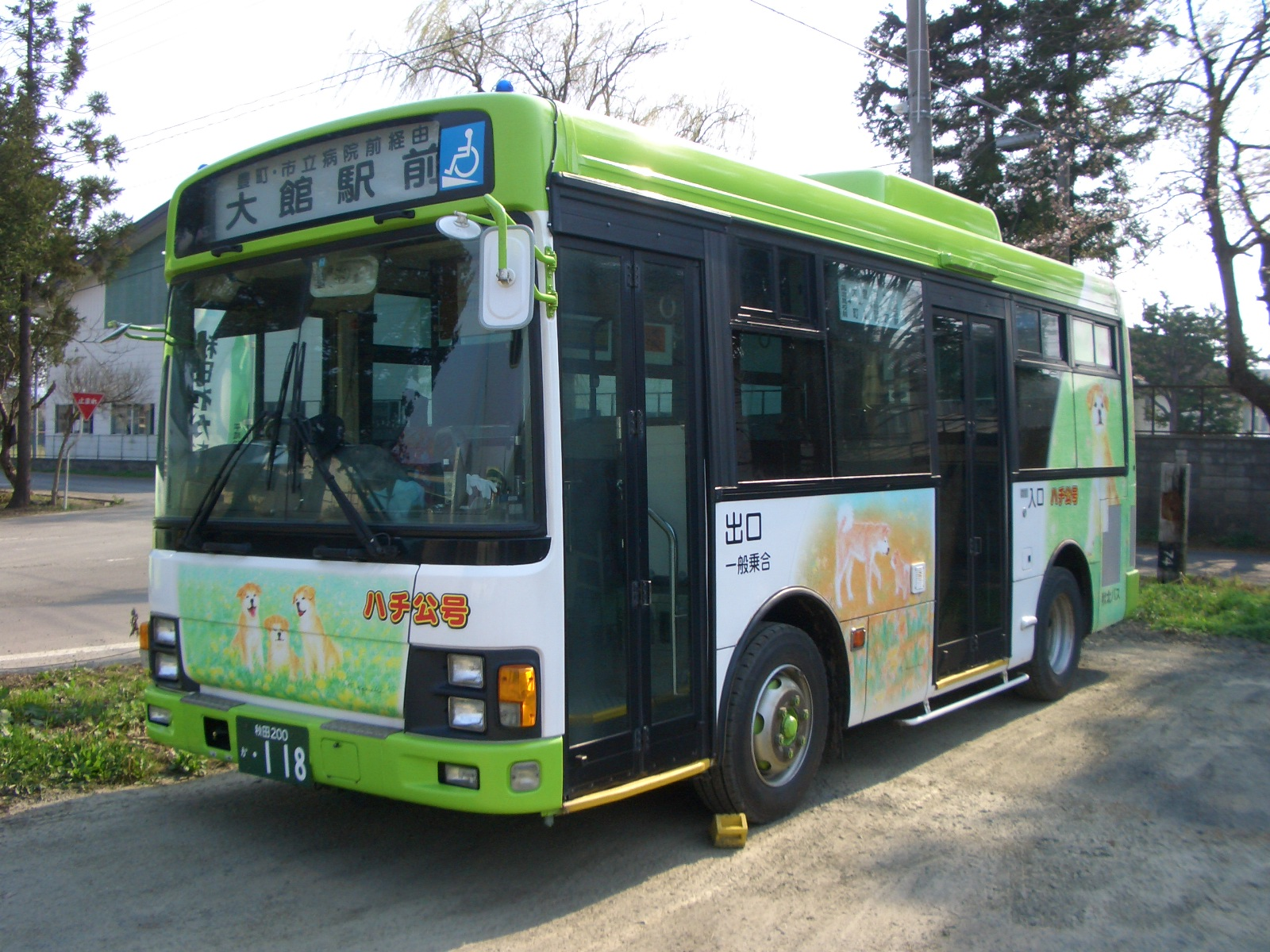
大館市内循環バス「ハチ公号」
（2007年4月）

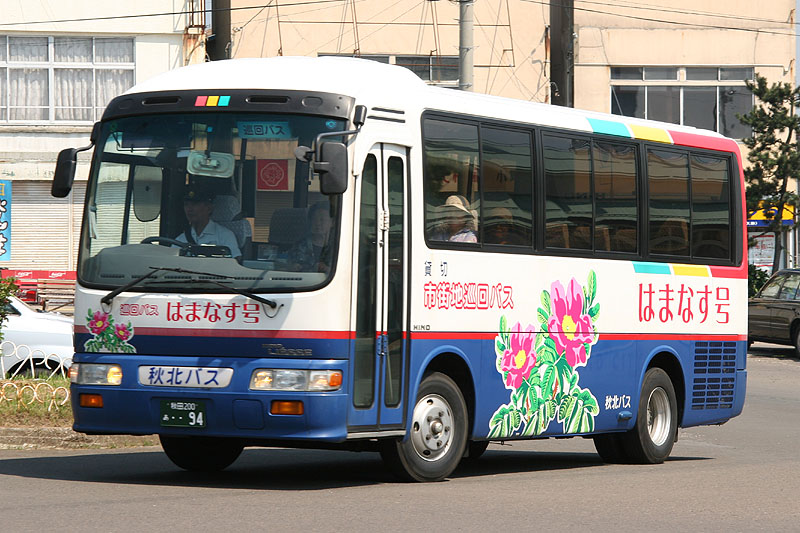
能代市巡回バス
市街地巡回バス「はまなす号」

### 大館市内循環バス「ハチ公号」
- 大館駅前 (1) - 沼館温泉 - 消防署前 - 市立病院前 - 大館大町 - 大館市役所前 - 鳳鳴高校前 - 長根山運動公園前 - イオン大館店 - いとく大館SC北口 - 大館駅前 (2)[46]
- 大館市内循環バス「ハチ公号」の運行主体は大館市ではなく秋北バスであるが、国土交通省ではコミュニティバスとして分類している[47]。

### 二井田・真中地区コミュニティバス「さわやかみなみ号」
- 二井田線 : 大館駅前 - いとく大館SC - 市立病院前 - 東大館駅 - 南小学校前 - 二井田入口 - 扇田駅前 - 扇田病院前
- 真中線：大館駅前 - いとく大館SC - 市立病院前 - 東駅入口 - 櫃崎 - 赤石 - 南小学校前
  - 2004年4月1日運行開始[48][49]
  - 2024年10月改訂より土・日・祝日運休となる[42]

### 鷹巣市街地循環バス
- 【イオンタウン鷹巣】 イオンタウン鷹巣 → いとく鷹巣SC前 → 北秋田市民ふれあいプラザ前 → 鷹巣駅前 → 松葉町 → 北秋田振興局前 → 鷹巣体育館前 → 温泉前 → 南鷹巣団地 → 舟見町 → 宮前町団地前 → 北秋田市役所前 → あけぼの町 → イオンタウン鷹巣
  - 2018年12月1日通年運行開始[50]。

### 花輪市街地循環バス「たんぽこまち号」
- 鹿角花輪駅前 - 鹿角あんとらあ前 - 大町 - 厚生病院前 - 市役所前 - 中央病院前 - 鹿角花輪駅前
  - 車両はピンクの専用ラッピングを施した日野・ポンチョ（1ドアロングボディ）が使用される[51]。車両代替前はいすゞ・LR（富士重工業6E車体架装）を専用車としていた[51]。

### 能代市巡回バス
- 【市街地巡回バス「はまなす号」】 能代バスステーション → 大町 → 後町 → 能代駅前 → 文化会館前 → 秋田病院前 → 二中前 → 卸売市場前 → 青葉町 → 能代合同庁舎前 → 畠町 → 市役所前 → 市民プール前 → 能代バスステーション
  - 平日・土曜日9便、日曜日6便の運行[53]。
- 【向能代・落合地区巡回バス「しののめ号」】 能代バスステーション → 向能代駅 → 向能代小学校前 → 地域センター前 → 落合 → 浜町 → 能代温泉 → 能代厚生医療センター → 総合体育館前 → 柳町 → 能代駅前 → 市役所前 → 市民プール前 → 能代バスステーション
  - 平日・土曜日10便、日曜日6便の運行[54]

## 車両

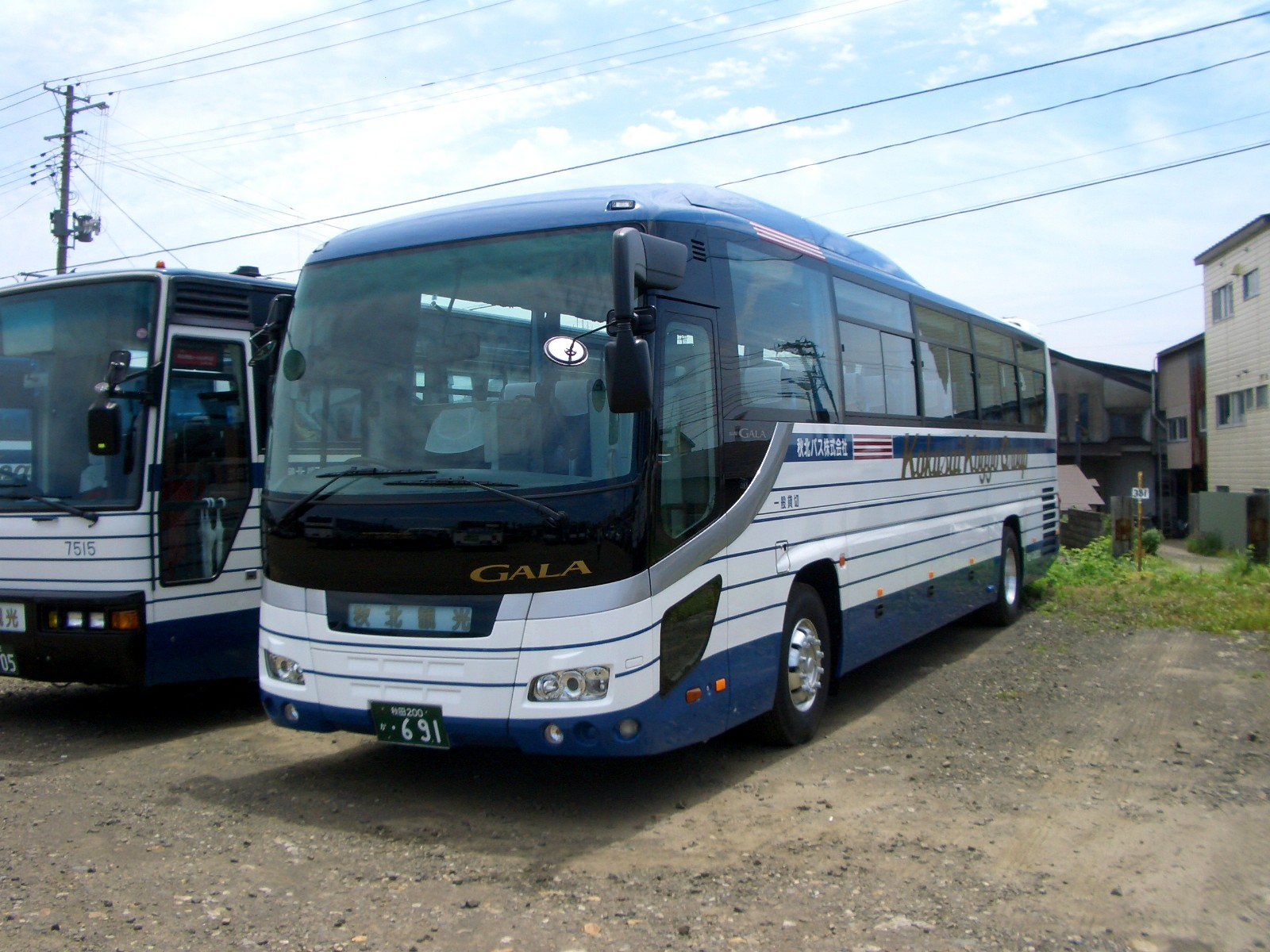
貸切・昼行高速路線色 国際興業グループカラー
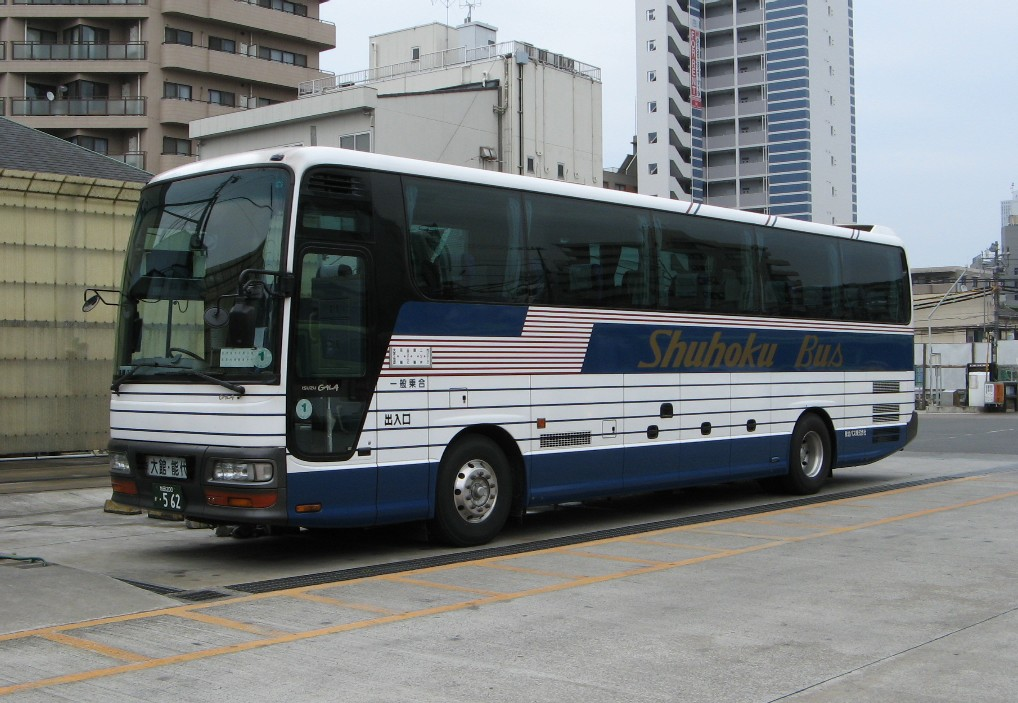
夜行高速路線色 国際興業グループカラー
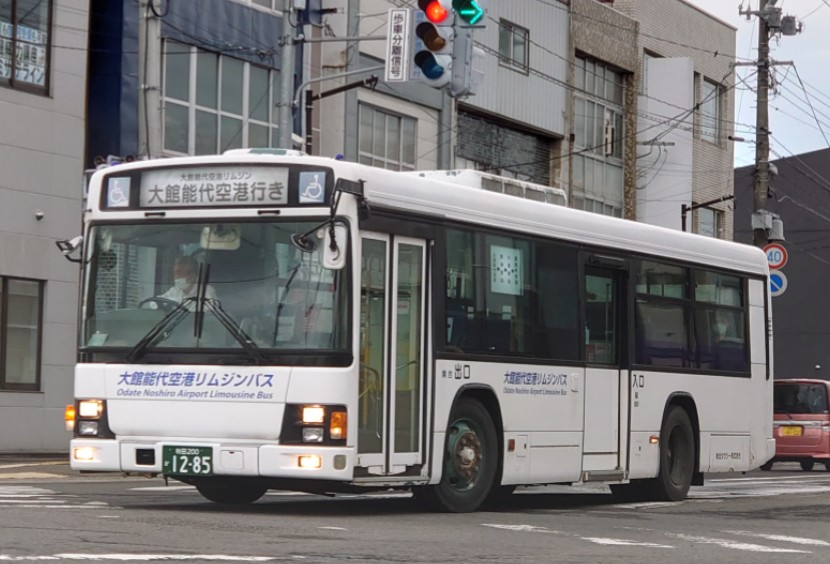
関連会社の秋北タクシーの車両 大館能代空港リムジンバス いすゞKL-LV834L1

国際興業グループ傘下だったことから、いすゞ自動車製の車両がかなりの割合を占めているが、貸切・高速車には少数ながら日野自動車・三菱ふそう製の車両も在籍する。
自社発注車のほか、国際興業バスからの移籍車も多数存在する。国際興業グループ離脱後は、国際興業バス以外の移籍車も広く受け入れるようになったが、その結果、国際興業バスでは採用しなかった富士重工業製車体と国際興業カラーの組み合わせが出現している。
川崎市バス、川崎鶴見臨港バス、小田急バス、京浜急行バス、東武バス、神奈川中央交通、名古屋市営バス、阪急バス、京都市営バス、ヤサカバス、名鉄バス、豊栄交通などからの移籍車が在籍する。
路線車

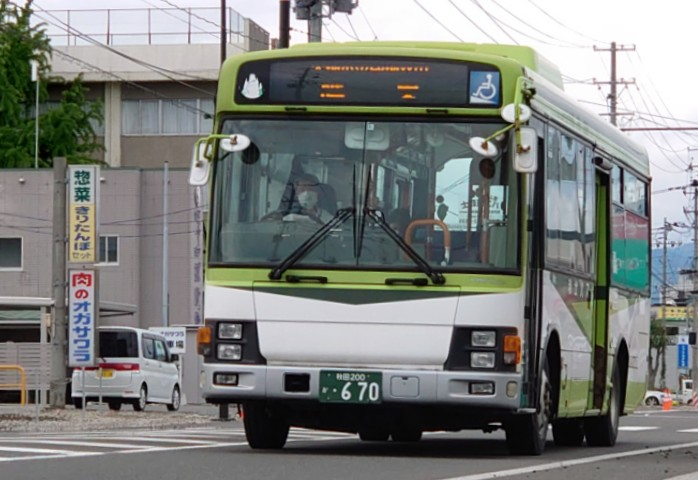
国際興業新塗色 自社発注車 いすゞPA-LR234J1
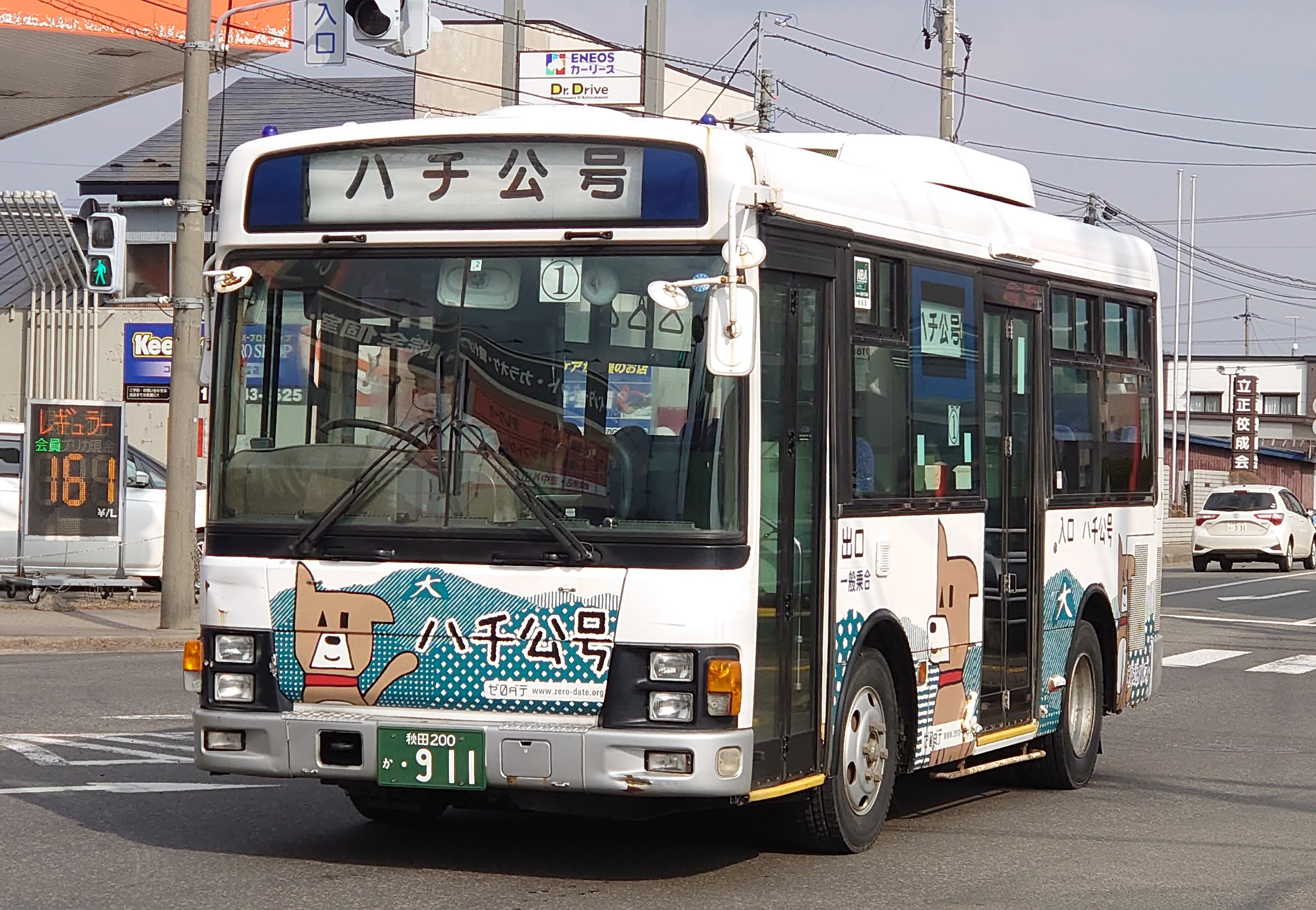
ハチ公号 国際興業バスからの移籍車 いすゞKK-LR233E1
秋北バスオリジナルカラー 2008年末に創業65周年を記念し、この旧塗色を復刻した車両を約10年ぶりに2台導入した[12]。現在、元事業者で国際興業カラーを纏っていた車両以外は、このオリジナルカラーに塗られている。 日野PKG-KV234L2
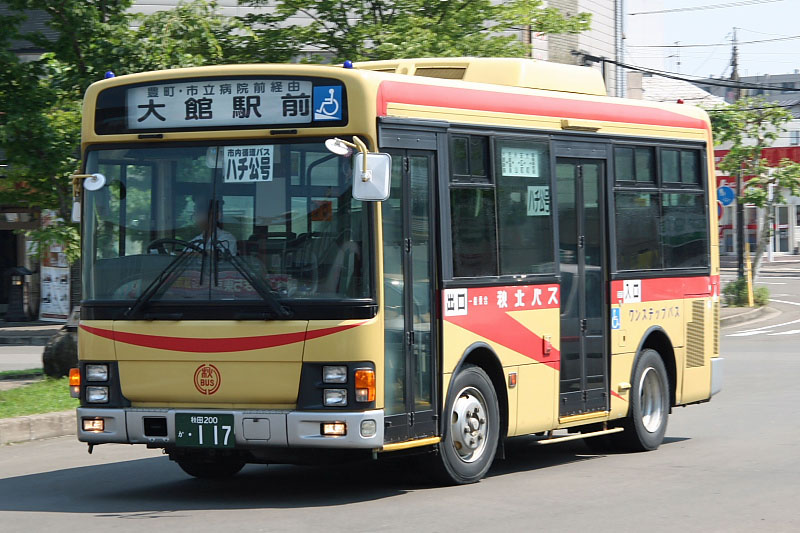
暫定塗色 旧塗装車の投入中止から国際興業路線色の登場までの間に、赤と黄色を基調に「わんステップ」と呼ばれたワンステップバス塗色。わずか短期間のみ投入された。

貸切・高速車
- 貸切・昼行高速路線色
国際興業グループカラー
- 夜行高速路線色
国際興業グループカラー
- 関連会社の秋北タクシーの車両
大館能代空港リムジンバス
いすゞKL-LV834L1